# Ingo Züchner
Ingo Züchner (ur. 11 września 1969) – niemiecki skoczek narciarski, reprezentujący barwy NRD. Drużynowy mistrz świata juniorów z 1987.
Najlepsze wyniki w Pucharze Świata osiągnął w sezonie 1988/1989, kiedy pięciokrotnie zajmował miejsca wśród 30. najlepszych skoczków, w tym raz na najniższym stopniu podium w Oberhofie. W klasyfikacji generalnej sezonu 1988/1989 uplasował się na 29. miejscu.
Po raz ostatni w międzynarodowych zawodach wystartował latem 1991.

## Mistrzostwa świata
- Indywidualnie
  - 1989  Lahti – 34. miejsce (K-114), 30. miejsce (K-90)
- Drużynowo
  - 1989  Lahti – 7. miejsce

## Mistrzostwa świata juniorów
- Indywidualnie
  - 1985  Täsch – 32. miejsce
  - 1987  Asiago – 5. miejsce
- Drużynowo
  - 1985  Täsch – srebrny medal
  - 1987  Asiago – złoty medal

## Puchar Świata w skokach narciarskich

### Miejsca w klasyfikacji generalnej
- sezon 1988/1989: 29.

### Miejsca na podium
1. Oberhof – 21 stycznia 1989 (3. miejsce)